# 徴発権
徴発権（ちょうはつけん、purveyance）とは、中世から絶対王政期にかけてのヨーロッパにおいて国王が大権として保有していた権利の一つ。国王以下王室が必要とする食料などの生活物資を国民から強制的に国家が定めた価格で買い上げたり、国王が必要とする輸送のために馬などの輸送手段を国民から強制的に国家が定めた価格で借り上げて利用できる権限の事。所有者の同意を必要とせず、全ての取引に優先され（先買権）、国家（=国王）が定めた一方的な価格で強制的に取引が行われ、所有者がこれを拒否すれば強制執行の行使が許されていた。
ただし、これは平時に許されたものではなく、あくまでも戦争や行幸などで国王が遠出をする際の物資確保を本来の目的としていた。だが、国王の予定が不明な事から徴発の発生が予測出来ない事や国王が一定の首都に居住している場合には首都周辺の地域が徴発の対象になりやすいという地方間での格差などが大きいなどの問題点があった。また、国王から派遣された徴発官が私腹を肥やすために本来の命令以上の徴発を行うケースもあり、被徴発者である民衆は勿論結果的に領地収入を逼迫される地元領主からも不満を買った。更に絶対王政期に入ると国王が財政難を救うために恣意的に徴発権を濫用するようになり領主や民衆との対立を深める要因となった。